# Cerodontha obscurata
Cerodontha obscurata är en tvåvingeart som beskrevs av Martinez 1992. Cerodontha obscurata ingår i släktet Cerodontha och familjen minerarflugor.
Artens utbredningsområde är Guadeloupe. Inga underarter finns listade i Catalogue of Life.